# بشير الدنقزلي
بشير الدنقزلي (ولد في 12 فيفري/شباط 1869 وتوفي سنة 1934)، هو أول طبيب تونسي في الفترة المعاصرة.
- ولد بمدينة تونس في عائلة من أصول تركية، يشتغل أفرادها بالوظائف الدينية والعسكرية، إذ كان جده خطيب جامع القصبة بالعاصمة، أما والده الذي درس بالمدرسة الحربية بباردو، فقد اشتغل في جيش البايات وكان يحمل رتبة أمير لواء الخيالة.
- درس بشير الدنقزلي بالمدرسة الصادقية. ومثلما سنحت الفرصة لأخيه الأكبر مصطفى الدنقزلي بالدراسة في فرنسا، فقد أسندت له المدرسة الصادقية منحة أيضا لمواصلة دراسته العليا فالتحق بالجزائر أولا سنة 1887 ثم انتقل لمواصلة دراسة الطب بجامعة بوردو الفرنسية ليتخرج منها سنة 1897. فكان بذلك أول مسلم تونسي يحصل على شهادة الدكتوراه في الطب في الفترة المعاصرة. وقد ناقشها يوم 12 ماي، في ذكرى انتصاب الحماية الفرنسية في تونس، وكان موضوعها حول «مرض الجدري بتونس».
- عاد بشير الدنقزلي بعد ذلك إلى تونس ليشتغل طبيبا. وقد اعتمدته أكاديمية الطب الفرنسية عضوا مراسلا لها في تونس.
- تقدم سنة 1929 بتقرير إلى السلطات الفرنسية عن حالة مبيتات الطلبة الزيتونيين المعروفة بمدارس سكنى الطلبة، داعيا إلى الحد من عددهم بتلك المبيتات.